# Перехресна реактивність
Перехресна реактивність у загальному розумінні — це здатність спостережуваного агента викликати реакції поза основною очікуваною дією. Це має значення для будь-якого виду тесту або аналізу, включаючи діагностичні тести в медицині, і може бути причиною хибнопозитивних результатів. В імунології визначення перехресної реактивності стосується конкретно реакції імунної системи на антигени. Може існувати перехресна реактивність між імунною системою та антигенами двох різних збудників, або між одним патогеном та білками непатогенних мікроорганізмів, що в деяких випадках може бути причиною алергії.

## Медичне тестування
У медичних тестах, швидких діагностичних тестах тощо, перехресна реактивність може бути причиною плутанини або бути корисною, залежно від випадку. Прикладом плутанини, що дає хибно позитивний результат, є латексний фіксаційний тест, коли аглютинація відбувається з іншим, а не з цільовим антигеном. Прикладом корисної перехресної реактивності є тест на гетерофільні антитіла, який виявляє вірус Епштейна-Барра за допомогою антитіл, специфічних для інших антигенів. Перехресна реактивність також є часто оцінюваним параметром для перевірки аналізів, які базуються на імунному та білковому зв'язуванні, таких як імуноферментний аналіз та радіоімунний аналіз. У цьому випадку перехресну реактивність зазвичай визначають кількісно у відсотках, порівнюючи результати досліджень з низкою подібних аналітів. На практиці калібрувальні криві отримують із використанням наборів фіксованих концентрацій для вибору споріднених сполук, з отриманням і порівнянням середніх показників калібрувальних кривих (IC50). Потім проводиться графічна оцінка результатів аналізу на сполуки, що є побічними щодо цільового аналіту.

### Застосування у розробці ліків
Аналіз перехресної реакційної здатності тканин — це стандартний метод, заснований на імуногістохімії, необхідний перед дослідженнями терапевтичних антитіл у фазі I клінічних досліджень на людях.
Також визначення перехресної реактивності враховують при аналізі сечі на наркотики. Деякі ліки або інші хімічні речовини можуть призвести до хибнопозитивного результату.

## В імунології
В імунології перехресна реактивність має більш вузьке значення реакції між антитілом та антигеном, який відрізняється від первинного імуногену . Іноді її називають перехресним імунітетом або перехресним захисним імунітетом, хоча перехресна реактивність не обов'язково має захисну дію. У деяких випадках перехресна реактивність може бути руйнівною, а імунна відповідь на один патоген може перешкоджати або знижувати імунну відповідь на інший патоген.
Адаптивна імунна відповідь є специфічною для антигену (так званий імуноген), який її викликає. Однак багато природних антигенів насправді є сумішшю макромолекул (наприклад, патогенів, токсинів, білків або пилку), що містить кілька епітопів. Контакт із таким складним антигеном, як вірус, стимулює множинні імунні реакції на його різні макромолекули, а також на окремі епітопи кожної макромолекули. Наприклад, правцевий токсин є одним білковим високомолекулярним антигеном, але він стимулює багато імунних реакцій завдяки третинній структурі, що створює багато різних епітопів. Токсин, який викликає імунну відповідь, має на собі епітоп, який стимулює відповідь. Денатурація білка-токсина може його "роззброїти'', але дозволить імунній системі сформувати імунну відповідь, створюючи таким чином імунітет без шкоди для пацієнта.
Перехресна реактивність має значення для вакцинації проти грипу через велику кількість штамів цього збудника, оскільки антитіла, утворені у відповідь на антигени одного штаму, можуть надавати захист проти різних штамів. Однак перехресна реактивність може існувати для непов'язаних між собою вірусів; наприклад, існує перехресна реактивність між специфічними проти вірусу грипу CD8+Т-клітинами та антигенами вірусу гепатиту С.

### Алергія
Перехресна реактивність може також виникати між патогеном та білком, який міститься в непатогенних сполуках (наприклад, у харчах.) Перехресна реактивність може існувати навіть між двома непатогенними організмами: наприклад, гевеїн-подібні білкові домени, можливо, є причиною перехресної алергічної реакції між латексом та бананом.
Перехресна реактивність може бути зумовлена ідентичними вуглеводними структурами на неспоріднених білках одного і того ж або різних видів. Такі вуглеводні детермінанти перехресної реакції (CCD) є проблемою при діагностиці алергії, коли приблизно у п'ятої частини всіх пацієнтів виявляються імуноглобуліни класу E проти зв'язаних з Asn олігосахаридів (N-гліканів), що містять ядро α1,3-зв'язаної фукози. Оскільки CCD, імовірно, самі по собі не викликають алергічних симптомів, позитивний тест in vitro, заснований на зв'язуванні IgE з CCD, повинен оцінюватися як хибнопозитивний.